# Fede (Donatello)
La Fede è una scultura di Donatello in bronzo dorato (altezza 52 cm), facente parte della decorazione scultorea del fonte battesimale del Battistero di San Giovanni a Siena. Risale al 1427-1429.

## Storia
Le statue della Fede e della Speranza vennero commissionate a Donatello nel 1427, dopo il risultato molto gradito del rilievo col Banchetto di Erode terminato proprio quell'anno. Vennero entrambe completate entro il 1429. Le altre statue del fonte furono eseguite, tra gli altri, dai senesi Giovanni di Turino e Goro di Ser Neroccio. 
Le due opere sono praticamente sempre rimaste al loro posto.

## Descrizione e stile
La Fede fa parte del gruppo delle sei personificazioni di Virtù che si trovano sotto nicchiette in corrispondenza degli spigoli del fonte battesimale. È raffigurata come una donna avvolta in un pesante mantello che reca nella mano sinistra il calice liturgico, che simboleggia la remissione dei peccati. 
La figura fuoriesce dal tabernacolo con una pronunciata torsione ed ha un volto ben caratterizzato individualmente.